# Will Bratt
Will Bratt (ur. 13 kwietnia 1988 w Oxford) – brytyjski kierowca wyścigowy, zwycięzca klasyfikacji generalnych w cyklach T Cars, Włoska Formuła 3000 oraz Euroseries 3000, wicemistrz Formuły Palmer Audi, drugi wicemistrz Brytyjskiej Formuły Renault.

## Życiorys

### T Cars
Po uczestnictwie w wyścigach kartingowych, w 2003 r. Will Bratt na dwa lata zagościł w cyklu T Cars. W sezonie 2003 startował z powodzeniem, choć udało mu się wygrać tylko jeden wyścig i zająć czwarte miejsce w klasyfikacji generalnej z 308 punktami na koncie. Sezon 2004 okazał się dla niego niebywałym sukcesem, gdyż zwyciężył aż 14 z 18 wyścigów, w których uczestniczył, a w szesastu z nich wywalczyć Pole Position. Dało mu to wygraną w klasyfikacji generalnej z 350 punktami.

### Brytyjska Formuła Renault
W cyklu tym Bratt zadebiutował jeszcze w 2004 r., w zimowej serii, wraz z zespołem Scorpio Motorsport. W czterech wyścigach zdobył wtedy 40 punktów, ale ani razu nie stanął na podium. W klasyfikacji generalnej zajął 11. miejsce.
W 2005 roku wystartował już w zwyczajnej, letniej serii wyścigów. Nie był to jednak udany sezon. W żadnym z dwudziestu wyścigów nie znalazł się w pierwszej dziesiątce, a raz wypadł nawet z dwudziestki (1. wyścig na Donington Park). Najlepszym wynikiem były dwa jedenaste miejsca (na torach Oulton Park Island oraz Silverstone National). W klasyfikacji generalnej zajął 15. miejsce (79 punktów). W tym samym roku razem z zespołem Scorpio Motors uzyskał dziewiąte miejsce w klasyfikacji zimowej serii Brytyjskiej Formuły Renault.
Sezon 2006 okazał się dla niego szczęśliwszy, niż poprzednie. W wyścigach na torze Brands Hatch Indy zajął dwa miejsca w pierwszej dziesiątce. Następnie nieoczekiwanie zwyciężył na Oulton Park Island. Kolejne wyścigi nie przyniosły jednak sukcesów – Bratt nie zajął w nich miejsca w pierwszej dziesiątce. Później jeździł bardzo nierównomiernie, zajmując zarówno miejsca wśród najlepszych zawodników, jak i te w połowie stawki. Na torze Donington National do swoich sukcesów dorzucił jeszcze trzecie miejsce. Sezon zakończył na ósmej pozycji w klasyfikacji generalnej z 263 punktami.
Kolejny sezon przyniósł Brattowi serie sukcesów: już w trzecim wyścigu (Rockingham Motor Speedway) zajął trzecie miejsce. Później przyszła seria trzech wygranych z rzędu na torach Croft Circuit i Oulton Park. Od tej chwili do końca sezonu nie wypadł z pierwszej dziesiątki, a w wyścigu na torze Brands Hatch Indy udało mu się po raz czwarty w sezonie stanąć na najwyższym stopniu podium. Dało mu to trzecie miejsce w klasyfikacji generalnej (416 punktów).
W sezonie 2008 uczestniczył tylko w dwóch wyścigach na torze Silverstone Circuit w zastępstwie za Japończyka Sho Hanawę – jednego z nich nie ukończył, w drugim zajął ósme miejsce.

### Formuła Palmer Audi
W wyścigach tego cyklu Bratt uczestniczył w zimowej serii sezonu 2007. Nie zwyciężył ani jednego z sześciu wyścigów, ale dzięki trzem miejscom na podium udało mu się zająć drugie miejsce w klasyfikacji generalnej z wynikiem 97 punktów.

### Hiszpańska Formuła 3
W cyklu tym startował w 2008 roku. Bratt jeździł jednak bardzo nierówno. Zajął trzykrotnie trzecie miejsce (na torach: Circuit de Spa-Francorchamps, Circuito Permanente de Jerez, Circuit de Catalunya) oraz dwukrotnie drugie (Circuito Permanente de Jerez, Circuit de Catalunya). Inne wyścigi kończył jednak czasem na pozycjach poza drugą dziesiątką, co zaważyło na zajęciu przez Bratta piątego miejsca w klasyfikacji generalnej (67 punktów).

### Euroseries 3000
W sezonie 2009 Will Bratt startował w cyklu Euroseries 3000. Rozpoczął go od zajęcia ósmego i drugiego miejsca w wyścigu na torze Autódromo Internacional do Algarve (Portugalia). Następnie ponownie stanął na podium (3. miejsce na Circuit de Nevers Magny-Cours). Przez cały sezon ani razu nie wypadł poza pierwszą dziesiątkę, czterokrotnie wygrywając wyścigi (na torach Circuit Zolder, Circuit de Valencia i Autodromo Nazionale di Monza). Pozwoliło mu to zająć pierwsze miejsce w cyklu, zdobywając siedemdziesiąt jeden punktów. Tyle samo punktów zdobył włoski kierowca Marco Bonanomi, który miał jednak mniejszą liczbę drugich pozycji (w stosunku 2:3).

### Azjatycka seria GP2
W cyklu tym Bratt startował na przełomie lat 2009 i 2010, w barwach zespołu Scuderia Coloni. W ciągu ośmiu wyścigów nie udało mu się zdobyć jednak ani punktu i ostatecznie został sklasyfikowany na 25. pozycji.

### Formuła 2
Bratt zadebiutował w tej serii w sezonie 2010. Sezon ten mógł zaliczyć do udanych. Tylko dwa razy wypadł z pierwszej dziesiątki, trzykrotnie zajął trzecie miejsce – na torach: Marrakech Street Circuit (Maroko), Autodromo Nazionale di Monza (Włochy) oraz Brands Hatch (Wielka Brytania). Jeden raz stanął na drugim stopniu podium (Circuit Ricardo Tormo – Hiszpania). W klasyfikacji generalnej zajął 5. pozycję (144 punkty).
Angielski kierowca nie ukończył natomiast swojego drugiego sezonu w F2. Zakończył go dokładnie w połowie, po zajęciu pierwszego, trzeciego, a także dwukrotnie drugiego miejsca. Mimo to po zakończeniu wszystkich wyścigów został sklasyfikowany na dziewiątym miejscu (91 punktów).

### BTCC
W sezonie 2012 Will zadebiutował w Brytyjskich Mistrzostwach Samochodów Turystycznych. Reprezentując zespół Roba Austina, wystartował w pięciu rundach. W ciągu piętnastu startów ośmiokrotnie punktów, najlepszy wynik odnotowując w pierwszy starcie na torze Oulton Park, gdzie był ósmy. Dorobek 38 punktów sklasyfikował go na 20. miejscu.
W kolejnym roku był etatowym zawodnikiem tego zespołu (opuścił ostatnią eliminację na torze Brands Hatch). Sezon jednak nie ułożył się po myśli Bratta. Ponownie osiem razy punktował, jednak wystąpił w aż 27 wyścigach. Najwyższą lokatę także uzyskał na Oulton Park, tym razem dojeżdżający na szóstym miejscu. W klasyfikacji generalnej zdobył tylko 32 punkty, jednak zmagania zakończył na 19. pozycji.

### Formuła Renault 3.5
Po roku przerwy związanej z brakiem budżetu Brytyjczyk powrócił do wyścigów. Wystartował jednak w zaledwie jednej rundzie Formuły Renault 3.5. W hiszpańskiej ekipie Pons Racing zastąpił Hiszpana Roberto Merhiego. Długa przerwa odbiła się na wynikach. W pierwszym wyścigu dojechał na dwunastej, z kolei w drugim na szesnastej lokacie.

## Wyniki

### Azjatycka Seria GP2
| Legenda oznaczeń w tabelach wyników Wyświetl szablon na nowej stronie | Legenda oznaczeń w tabelach wyników Wyświetl szablon na nowej stronie                                                                     |
| Oznaczenie                                                            | Wyjaśnienie |
| --------------------------------------------------------------------- | --- |
| Złoty                                                                 | Zwycięzca lub mistrzostwo |
| Srebrny                                                               | 2. miejsce lub wicemistrzostwo |
| Brązowy                                                               | 3. miejsce lub II wicemistrzostwo |
| Zielony                                                               | Ukończył, punktował (w klasyfikacji generalnej, gdy zdobył co najmniej jeden punkt na przestrzeni sezonu, poza trzema powyższymi opcjami) |
| Niebieski                                                             | Ukończył, nie punktował (w klasyfikacji generalnej, gdy nie zdobył co najmniej jednego punktu na przestrzeni sezonu)                      |
| Czerwony                                                              | Nie zakwalifikował się (NZ) |
| Czerwony                                                              | Nie prekwalifikował się (NPK) |
| Różowy                                                                | Nie ukończył (NU) |
| Różowy                                                                | Niesklasyfikowany (NS) (w klasyfikacji generalnej, gdy nie został sklasyfikowany w żadnym wyścigu sezonu)                                 |
| Czarny                                                                | Zdyskwalifikowany (DK) |
| Czarny                                                                | Wykluczony (WYK/EX) |
| Biały                                                                 | Nie wystartował (NW) |
| Biały                                                                 | Kontuzjowany (K/INJ) |
| Biały                                                                 | Wyścig odwołany (OD/C) |
| Bez koloru                                                            | Został wycofany (WYC/WD) |
| Bez koloru                                                            | Nie przybył (NP/DNA) |
| Bez koloru                                                            | Nie brał udziału w treningach (NT/DNP) |
| Bez koloru                                                            | Nie został zgłoszony (–) |
| Pogrubienie                                                           | Start z pole position |
| Kursywa                                                               | Najszybsze okrążenie wyścigu |
| †                                                                     | Nie ukończył, ale jego rezultat został zaliczony ze względu na przejechanie więcej niż 90% dystansu wyścigu.                              |
| *                                                                     | Sezon w trakcie |
| 1/2/3                                                                 | Punktowana pozycja w sprincie kwalifikacyjnym                                                                                             |
| Lista systemów punktacji Formuły 1                                    | |

| Rok       | Zespół          | Wyniki w poszczególnych eliminacjach | Wyniki w poszczególnych eliminacjach | Wyniki w poszczególnych eliminacjach | Wyniki w poszczególnych eliminacjach | Wyniki w poszczególnych eliminacjach | Wyniki w poszczególnych eliminacjach | Wyniki w poszczególnych eliminacjach | Wyniki w poszczególnych eliminacjach | Punkty | Pozycja |
| --------- | --------------- | ------------------------------------ | ------------------------------------ | ------------------------------------ | ------------------------------------ | ------------------------------------ | ------------------------------------ | ------------------------------------ | ------------------------------------ | ------ | ------- |
| 2009/2010 | Scuderia Coloni | ARE                                  | ARE                                  | ARE                                  | ARE                                  | BHR                                  | BHR                                  | BHR                                  | BHR                                  | 0      | 25      |
| 2009/2010 | Scuderia Coloni | 12                                   | NU                                   | 11                                   | 21†                                  | 16                                   | NU                                   | 15                                   | 16                                   | 0      | 25      |

### Formuła Renault 3.5
| Legenda oznaczeń w tabelach wyników Wyświetl szablon na nowej stronie | Legenda oznaczeń w tabelach wyników Wyświetl szablon na nowej stronie                                                                     |
| Oznaczenie                                                            | Wyjaśnienie |
| --------------------------------------------------------------------- | --- |
| Złoty                                                                 | Zwycięzca lub mistrzostwo |
| Srebrny                                                               | 2. miejsce lub wicemistrzostwo |
| Brązowy                                                               | 3. miejsce lub II wicemistrzostwo |
| Zielony                                                               | Ukończył, punktował (w klasyfikacji generalnej, gdy zdobył co najmniej jeden punkt na przestrzeni sezonu, poza trzema powyższymi opcjami) |
| Niebieski                                                             | Ukończył, nie punktował (w klasyfikacji generalnej, gdy nie zdobył co najmniej jednego punktu na przestrzeni sezonu)                      |
| Czerwony                                                              | Nie zakwalifikował się (NZ) |
| Czerwony                                                              | Nie prekwalifikował się (NPK) |
| Różowy                                                                | Nie ukończył (NU) |
| Różowy                                                                | Niesklasyfikowany (NS) (w klasyfikacji generalnej, gdy nie został sklasyfikowany w żadnym wyścigu sezonu)                                 |
| Czarny                                                                | Zdyskwalifikowany (DK) |
| Czarny                                                                | Wykluczony (WYK/EX) |
| Biały                                                                 | Nie wystartował (NW) |
| Biały                                                                 | Kontuzjowany (K/INJ) |
| Biały                                                                 | Wyścig odwołany (OD/C) |
| Bez koloru                                                            | Został wycofany (WYC/WD) |
| Bez koloru                                                            | Nie przybył (NP/DNA) |
| Bez koloru                                                            | Nie brał udziału w treningach (NT/DNP) |
| Bez koloru                                                            | Nie został zgłoszony (–) |
| Pogrubienie                                                           | Start z pole position |
| Kursywa                                                               | Najszybsze okrążenie wyścigu |
| †                                                                     | Nie ukończył, ale jego rezultat został zaliczony ze względu na przejechanie więcej niż 90% dystansu wyścigu.                              |
| *                                                                     | Sezon w trakcie |
| 1/2/3                                                                 | Punktowana pozycja w sprincie kwalifikacyjnym                                                                                             |
| Lista systemów punktacji Formuły 1                                    | |

| Rok  | Zespół      | Wyniki w poszczególnych eliminacjach | Wyniki w poszczególnych eliminacjach | Wyniki w poszczególnych eliminacjach | Wyniki w poszczególnych eliminacjach | Wyniki w poszczególnych eliminacjach | Wyniki w poszczególnych eliminacjach | Wyniki w poszczególnych eliminacjach | Wyniki w poszczególnych eliminacjach | Wyniki w poszczególnych eliminacjach | Wyniki w poszczególnych eliminacjach | Wyniki w poszczególnych eliminacjach | Wyniki w poszczególnych eliminacjach | Wyniki w poszczególnych eliminacjach | Wyniki w poszczególnych eliminacjach | Wyniki w poszczególnych eliminacjach | Wyniki w poszczególnych eliminacjach | Wyniki w poszczególnych eliminacjach | Punkty | Pozycja |
| ---- | ----------- | ------------------------------------ | ------------------------------------ | ------------------------------------ | ------------------------------------ | ------------------------------------ | ------------------------------------ | ------------------------------------ | ------------------------------------ | ------------------------------------ | ------------------------------------ | ------------------------------------ | ------------------------------------ | ------------------------------------ | ------------------------------------ | ------------------------------------ | ------------------------------------ | ------------------------------------ | ------ | ------- |
| 2015 | Pons Racing | ARA                                  | ARA                                  | MON                                  | BEL                                  | BEL                                  | HUN                                  | HUN                                  | AUT                                  | AUT                                  | UK                                   | UK                                   | DEU                                  | DEU                                  | FRA                                  | FRA                                  | JER                                  | JER                                  | 0      | 27      |
| 2015 | Pons Racing | -                                    | -                                    | -                                    | -                                    | -                                    | -                                    | -                                    | -                                    | -                                    | 12                                   | 15                                   | -                                    | -                                    | -                                    | -                                    | -                                    | -                                    | 0      | 27      |

### Podsumowanie
| Sezon   | Seria                                     | Zespół                         | Wyścigi | Zwycięstwa | PP | NO | Podium | Punkty | Pozycja |
| ------- | ----------------------------------------- | ------------------------------ | ------- | ---------- | -- | -- | ------ | ------ | ------- |
| 2003    | T Cars                                    |                                | 20      | 1          | 0  | 1  | 6      | 308    | 4th     |
| 2004    | T Cars                                    |                                | 18      | 14         | 16 | 16 | 18     | 350    | 1       |
| 2004    | Brytyjska Formuła Renault (zimowa edycja) | Scorpio Motorsport             | 4       | 0          | 0  | 0  | 0      | 40     | 11      |
| 2005    | Brytyjska Formuła Renault                 | Scorpio Motorsport             | 20      | 0          | 0  | 0  | 0      | 95     | 15      |
| 2005    | Brytyjska Formuła Renault (zimowa edycja) | Scorpio Motorsport             | 4       | 0          | 0  | ?  | 0      | 54     | 9       |
| 2006    | Brytyjska Formuła Renault                 | Apotex Scorpio Motorsport      | 20      | 1          | 0  | 0  | 2      | 263    | 8       |
| 2007    | Brytyjska Formuła Renault                 | Apotex Scorpio Motorsport      | 20      | 4          | 2  | 1  | 7      | 416    | 3       |
| 2007    | Formuła Palmer Audi (zimowa edycja        |                                | 6       | 0          | 2  | 1  | 3      | 97     | 2       |
| 2008    | Hiszpańska Formuła 3                      | EmiliodeVillota.com Motorsport | 17      | 0          | 1  | 2  | 5      | 67     | 5       |
| 2008    | Brytyjska Formuła Renault                 | Apotex Scorpio Motorsport      | 2       | 0          | 0  | 0  | 0      | 14     | 23      |
| 2009    | Euroseries 3000                           | EmiliodeVillota.com Motorsport | 13      | 4          | 2  | 3  | 9      | 71     | 1       |
| 2009–10 | Azjatycka Seria GP2                       | Scuderia Coloni                | 8       | 0          | 0  | 0  | 0      | 0      | 25      |
| 2010    | Formuła 2                                 | MotorSport Vision              | 18      | 0          | 0  | 0  | 4      | 144    | 5       |
| 2011    | Formuła 2                                 | MotorSport Vision              | 8       | 1          | 1  | 0  | 3      | 92     | 9th     |
| 2012    | BTCC                                      | Rob Austin Racing              | 15      | 0          | 0  | 0  | 0      | 38     | 20      |
| 2013    | BTCC                                      | WIX Racing                     | 27      | 0          | 0  | 0  | 0      | 32     | 19      |
| 2015    | Formula Renault 3.5                       | Pons Racing                    | 2       | 0          | 0  | 0  | 0      | 0      | 27      |